# Pekuliární galaxie
Pekuliární galaxie jsou galaxie po kolizi. Vznikají obyčejně vlivem vzájemného gravitačního působení těsných dvojic nebo skupin galaxií.
Nejznámější z nich jsou tzv. prstencové galaxie bez jakéhokoliv náznaku centrální oblasti. Typem prstencových galaxií je například tzv. Mayallův objekt, dvojice pekuliárních galaxií, z nichž jedna je prstencová a druhá tvarem připomíná eliptickou galaxii.
Také spirální galaxie NGC 6745 se po kolizi s jinou galaxií před 100 miliony let proměnila na pekuliární galaxii. K pekuliárním galaxiím patří asi 1 % všech známých galaxií.